# Gaalkacyo
Gaalkacyo ou Galcaio ou Galkayo é uma cidade da Somália, capital da região de Mudug. Estima-se uma população em torno de 250.000 habitantes em 2006.
A cidade está dividida em duas zonas, a parte sul é a sede administrativa da região de Mudug, enquanto a parte norte pertence ao auto-proclamado estado autônomo de Puntlândia. Em 14 de agosto de 2006, Mudug tornou-se parte do auto-proclamado estado autônomo de Galmudug, com Gaalkacyo continuando a funcionar como capital.
Durante a época da ocupação Italiana a cidade era conhecida como Gallacaio, e mais tarde Rocca Littorio. A cidade consiste dos seguintes distritos: Wadajir, Horumar, Baraxleey, Garsoor, Israac, New Garsoor, Siinaay e Shabaax.
- Latitude: 06° 46' 60" Norte
- Longitude: 47° 25' 60" Leste
- Altitude: 291 metros